# Fabakary Cham
Fabakary MJ Cham (* in Sukuta; † 2. Februar 2002 in Banjul) war Politiker im westafrikanischen Staat Gambia.
| Parlamentswahl | Stimmen    | Stimmanteil |
| -------------- | ---------- | ----------- |
| 2002           | einstimmig | gewählt     |

Cham war pensionierter Schulleiter und engagierte sich aktiv in der Politik erst kurz vor den Wahlen 2002.
Bei den Parlamentswahlen 2002 trat Cham als Kandidat der Alliance for Patriotic Reorientation and Construction (APRC) im Wahlkreis Kombo North an. Weil es keinen Gegenkandidaten gab, konnte er den Wahlkreis für sich gewinnen.
Cham starb nach kurzer Krankheit im Februar 2002 im Royal Victoria Teaching Hospital in Banjul und wurde auf dem Sukuta central cemetery in Sukuta beigesetzt. Bei der Vereidigung der neuen Mitglieder der Nationalversammlung am 30. Januar 2002 war er abwesend und befand sich schon im Krankenhaus.